# 半褶织纹螺
半褶织纹螺（学名：Nassarius semiplicatus），是新腹足目织纹螺科织纹螺属的一种。主要分布于中国大陆，常栖息在潮间带至潮下带。